# Al-Arabi
Al-Arabi (en arabe : العربي) est un magazine mensuel arabe qui se concentre principalement sur la culture, la littérature, l'art, la politique, la société et l' économie du monde arabe. La première édition a été publiée en décembre 1958.
Le magazine s'est illustré dans sa conception éditoriale en publiant des reportages photographiques sur des régions méconnues du monde arabe et par sa première couverture représentant une femme arabe souvent dans ses habits traditionnels.

## Histoire et parcours
Al-Arabi a été fondée par le gouvernement du Koweït dans le but de créer un magazine qui met l'accent sur la littérature de langue arabe. Le magazine mensuel a toujours été soutenu financièrement par le ministère koweïtien de l'Information, qui est le principal organisme de réglementation des médias dans le pays. Ahmad Zaki, une autorité scientifique en Égypte, a été choisi comme premier rédacteur en chef du magazine.
Depuis ses premiers numéros, le magazine s'attache à traiter les questions sociétales et culturelles qui intéressent le lecteur arabe. Bon nombre des articles publiés étaient des contributions d'auteurs, d'artistes et de poètes bien connus, comme Abbas el-Akkad, Nizar Kabbani, Sa'id al-Afghani, Abdul Hadi Altazi, Ihsan Abbas, Youssef Idriss et Salah Abdel Sabour, Dalal Almutairi. Le magazine s'est arrêté brièvement pendant sept mois pendant l'occupation irakienne du Koweït d'août 1990 à février 1991, pour reprendre après sa parution régulière.

## Liste des rédacteurs en chef
- 1958-1975 : Ahmad Zaki
- 1976-1982 : Ahmad Baha Eldeen
- 1982-1999 : Muhammad Ganiem Al-Romehy
- 1999-2013 : Sulaiman Abrahim El-Askari
- 2013- : Adil Salim Al-Abd Al-Jadir